# 森士
森 士（もり おさむ、1964年6月23日 - ）は、埼玉県浦和市（現・さいたま市南区）日本のアマチュア野球指導者、教育者。浦和学院高等学校副校長。NPO法人ファイアーレッズメディカルスポーツクラブ理事長。現役時代は投手（高校の恩師の野本喜一郎や高校・大学の先輩の仁村徹と同じアンダースロー）。

## 経歴・人物

### 生い立ち
埼玉県浦和市（現さいたま市）に生まれ、浦和市立（現さいたま市立）谷田小学校2年生の頃、軟式野球チームに入団して本格的に野球を始める。週末には父・克が練習の手伝いに来るなど親子二人三脚で汗を流した。父は野球経験者ではないが、剣道経験者であいさつなど礼儀に厳しかった。
浦和市立（現さいたま市立）大谷場中学校時代に中体連主催の大会ではないが、横浜スタジアムで開催された大会で全国3位に入り、その時に1試合10奪三振を取って新聞に掲載された。中学卒業後は県内屈指の強豪だった埼玉県立上尾高等学校に進学するが、けがに泣く。1年生の夏に腰を痛め、2年生のときには利き腕の右肘に野球肘の一種である遊離軟骨を発症。当時の担当医に「手術が成功しても7割の力までしか回復しない」と言われ、手を使わないスポーツへの転向を勧められるが、野球を続けたかったため肘の手術を受ける。怪我もあり3年間一度もベンチ入りはできなかったが、高校2年の1981年にチームは秋季関東大会で優勝し、翌春の第54回選抜高等学校野球大会に出場している。野本喜一郎監督は生前、「一番練習していたのは森だった」と周囲に明かしていたという。
その後、野球を突き詰めるか、教員になるために勉強するか野本に相談し、野球を探求するため東洋大学に進学した。大学2年時に上尾高校時代の恩師である野本が浦和学院高等学校に移り、監督となった。野本から「大学を卒業したらコーチをやらないか」と誘われ、大学卒業後は浦和学院高校の野球部部長になることが決まっていた。野本の下で学びたいと考えていたが、森が大学4年の夏に野本は浦和学院高校を甲子園初出場に導くも、聖地で指揮を執ることなく開会式の当日にがんのため死去した。

### 指導者時代
1986年、浦和学院高校硬式野球部の部長を経て、1991年、27歳で同校監督に就任。同年の秋季関東大会でベスト4に入る。1992年、第64回選抜高等学校野球大会で3勝し、準決勝では帝京高校に1-3で敗退するもベスト4に進出した。その後、浦和学院を甲子園常連校に育て上げた。多数のプロ野球選手を輩出しており、特に投手の育成手腕には定評がある。
また、高校野球を人間形成の場でもあると考えており、挨拶やマナーなど礼儀もきっちり指導している。試合開始、終了時の選手の深々としたお辞儀が印象的で、スタンドの控え部員が一般応援席、学校応援団、野球部父母に御礼の挨拶をするのも慣例となっている。さらに、自身が怪我で高校時代にベンチ入りできなかった経験から「選手には怪我をしない体を作ってやりたい」と考え、「治療よりも予防」を大事にしている。そのため、栄養士の指導の下、食事指導や健康管理を積極的に取り入れ、体を大きくしながらも怪我をしない体づくりを心掛けている。
2008年、第90回全国高校野球選手権記念南埼玉大会で優勝し、県史上初（当時）の夏の大会3連覇を達成、同時に監督の長男・大と親子で甲子園出場を果たした。
2009年、第61回春季関東大会決勝で常総学院を7-3で下し、6年ぶり2度目の優勝を果たす。同年は夏の大会4連覇を果たせず、8月に韓国で行われた第8回AAAアジア野球選手権大会で日本代表（関東選抜）監督を務めた。この大会で森が全日本アマチュア野球連盟公認の日本代表ユニフォームを着用したことを機に翌2010年の春季大会限定で浦和学院のユニフォームを日本代表モデルに変更、同年の秋季大会から正式に変更した。
2010年、第63回秋季関東大会決勝で東海大相模に5-4で競り勝ち、15年ぶりの優勝を果たす。同年、第41回明治神宮野球大会に初出場し、準決勝で日大三に2-5で敗退したもののベスト4進出。
2011年、第9回AAAアジア野球選手権大会の日本代表コーチを務めた。同年の第64回秋季関東大会決勝で夏の甲子園4強のメンバーを数多く擁する作新学院に5-0で勝利し、2年連続3度目の優勝を果たす。同大会の連覇は1975年の小山高校以来、36年ぶり史上3校目となった。
2012年、第84回選抜高校野球大会に出場。1回戦で敦賀気比に10-2で勝利し、甲子園連続初戦敗退を5でストップさせた。2回戦は三重に2-0で競り勝ち、準々決勝では優勝した大阪桐蔭に2-3で敗退したものの、10年ぶりのベスト8進出を果たす。同年夏の第94回全国高校野球選手権大会にも出場し、夏の甲子園では自身初、同校としては1986年初出場でベスト4に進出した時以来26年ぶりとなる2勝を挙げ、3回戦（ベスト16）進出を果たした。3年生が引退し新チームとなり、同年秋の県大会決勝で花咲徳栄に2-8で敗れ準優勝に終わったものの、埼玉2位として出場した第65回秋季関東大会では決勝まで勝ち進む。決勝は花咲徳栄と初の埼玉県勢同士による対戦となり、3-2で延長10回サヨナラ勝ちし、大会史上初となる3連覇を達成した。
2013年、第85回選抜高校野球大会に出場。準々決勝で北照に10-0で勝ち、21年ぶりにベスト4進出。準決勝は敦賀気比に5-1で勝利。決勝では済美に17-1で快勝し、春夏通じて初の全国制覇を達成した。県勢の優勝は第40回選抜高校野球大会で優勝した大宮工業以来、45年ぶり2度目となった。同年4月19日、さいたま市から森にさいたま市長特別賞が、野球部には同賞と埼玉県から彩の国功労賞がそれぞれ贈られた。
2017年3月、早稲田大学大学院スポーツ科学研究科修士課程修了。スポーツクラブマネジメントコースで間野義之教授に師事。平日夜間や土曜日を中心に講義を受け、修士（スポーツ科学）を取得した。
2018年、第100回全国高校野球選手権記念大会に5年ぶりに出場し、1986年の初出場時（当時は野本喜一郎監督）以来、32年ぶりとなるベスト8進出を果たす。
2021年4月1日付で浦和学院高校の副校長に就任。同年夏の第103回全国高等学校野球選手権埼玉大会の決勝にて昌平を破り、優勝監督インタビューにて本大会の全国選手権大会をもって退任する意向を発表した。その後の甲子園大会では8月21日の対日本大学山形高等学校戦に敗れ、初戦敗退となった。この試合をもって監督を退任した。後任監督には長男の大が就任した。

### 指導者勇退後
2021年12月、勉強やスポーツを通じた青少年の健全な育成と指導者の育成を目的とした「NPO法人ファイアーレッズメディカルスポーツクラブ」を設立し、理事長に就任した。講演会・イベントのほか、技術・学習指導、食育・医療、指導者育成プログラムなどを提供。野球塾では文武両道を目指す中学生を対象に、元プロ野球選手らによる野球教室だけでなく勉強も行う。
設立会見で森理事長は「日本にしかない部活動制度が、限界になってきているという世の中の背景があり、部活動から地域スポーツクラブへの移行は国も提言しています。偏った教育でなく文武両道で体も頭も鍛え、社会に通用する人材の育成を目指します」と抱負を述べた。教員の部活動指導など時間外勤務による長時間労働や少子化は問題になっており、これまでと同じ形で部活動を維持することは難しい状況だとして、国は公立中学校の休日の部活動の段階的な地域移行を図る方針を示している。
2022年5月1日、文化芸術・スポーツ分野において顕著な功績のあった市民または市にゆかりのある人物に贈呈される「さいたま市文化賞」を受賞。
また、2022年からはSUNホールディングススポーツ事業のスポーツアンバサダーを務める。2024年からは同社のSUNホールディングスEAST硬式野球部のGMに就任。
2023年6月、20年以上にわたって高校野球の育成と発展に貢献した指導者に対して、日本高野連と朝日新聞社から贈られる「育成功労賞」を受賞。

## エピソード
- 高校時代は怪我に苦しみベンチ入りはできなかったが、当時の監督である野本から野球に打ち込む姿は高く評価されていた。のちに野本が「自分のキャリアの中で一番練習したのは森だ」と言っていたことを人づてに聞いている。現在も毎年夏に選手たちを連れて野本の墓を訪れている[17]。
- 同じ高校・大学出身の野球関係者は数多くおり、仁村徹（元プロ野球選手）や福田治男（利根商業監督）は先輩、高野和樹（上尾監督）は後輩にあたる。
- 長男・大と次男・光司はともに浦和学院高校に進学し、長男は投手として2008年夏に、次男は捕手として2011年春に親子で甲子園出場を果たしている。長男は早大から三菱自動車倉敷オーシャンズ、浦和学院高校の部長を経て2021年夏の大会終了後からは監督を退任した父・士に代わり浦和学院高校の監督を務めている。次男は東洋大を経て鷺宮製作所硬式野球部に在籍している。
- 2014年7月27日、第96回全国高等学校野球選手権埼玉大会決勝戦でテレビ埼玉のゲスト解説として上野晃アナと放送席に座った。2018年9月5日、第12回U18アジア野球選手権大会・1次ラウンド韓国戦でJ SPORTSの解説を務めた。そのほか、チームが地方大会で敗退したときは朝日放送や毎日放送で甲子園大会の解説を務めることがある。

## 主な教え子
※以下は最終所属球団で記述
- 坂元弥太郎（元埼玉西武ライオンズ）
- 今成亮太（元阪神タイガース）
- 石井義人（元読売ジャイアンツ）
- 須永英輝（元読売ジャイアンツ）
- 大竹寛（元読売ジャイアンツ）
- 久保田智（元東京ヤクルトスワローズ）
- 田中充（元東京ヤクルトスワローズ）
- 三浦貴（元埼玉西武ライオンズ）
- 木塚敦志（元横浜ベイスターズ）
- 小島和哉（千葉ロッテマリーンズ）
- 榊原翼（オリックス・バファローズ）
- 渡邉勇太朗（埼玉西武ライオンズ）
- 金田優太（千葉ロッテマリーンズ）
- 蛭間拓哉（埼玉西武ライオンズ）

## 主な実績
監督としての主な成績
- 1992年 第64回選抜高等学校野球大会 ベスト4
- 1998年 第70回選抜高等学校野球大会 ベスト8
- 2002年 第74回選抜高等学校野球大会 ベスト8
- 2010年 第41回明治神宮野球大会 ベスト4
- 2012年 第84回選抜高等学校野球大会 ベスト8
- 2010-12年 秋季関東地区高等学校野球大会 3連覇（史上初）
- 2013年 第85回記念選抜高等学校野球大会 優勝
- 2014年 第45回明治神宮野球大会 準優勝
- 2015年 第87回選抜高等学校野球大会 ベスト4
- 2018年 第100回全国高等学校野球選手権記念大会 ベスト8

甲子園出場回数と勝敗数
- 春：出場10回・20勝9敗
- 夏：出場11回・8勝11敗
- 通算：出場21回・28勝20敗

主な表彰
- 2013年 - 彩の国功労賞（埼玉県）、さいたま市長特別賞（さいたま市）、教育功労賞（埼玉県）、埼玉文化賞（埼玉新聞社）
- 2022年 - さいたま市文化賞（さいたま市）
- 2023年 - 育成功労賞（日本高野連）

## 関連人物
- 野本喜一郎
- 福田治男
- 谷口英規